# LDV (auto)

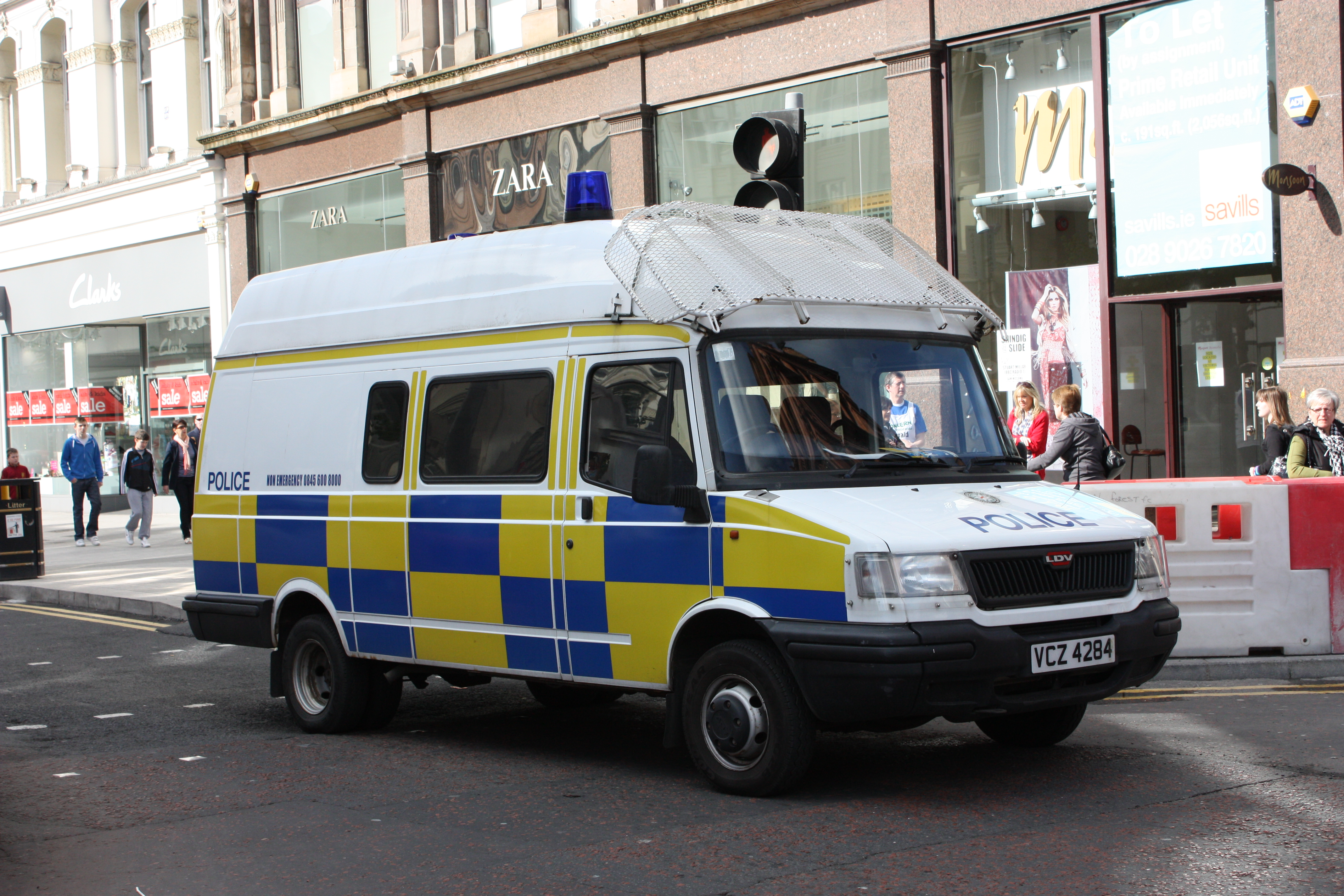
LDV Convoy in politie-uitvoering te Belfast

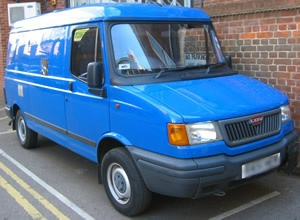
LDV Pilot

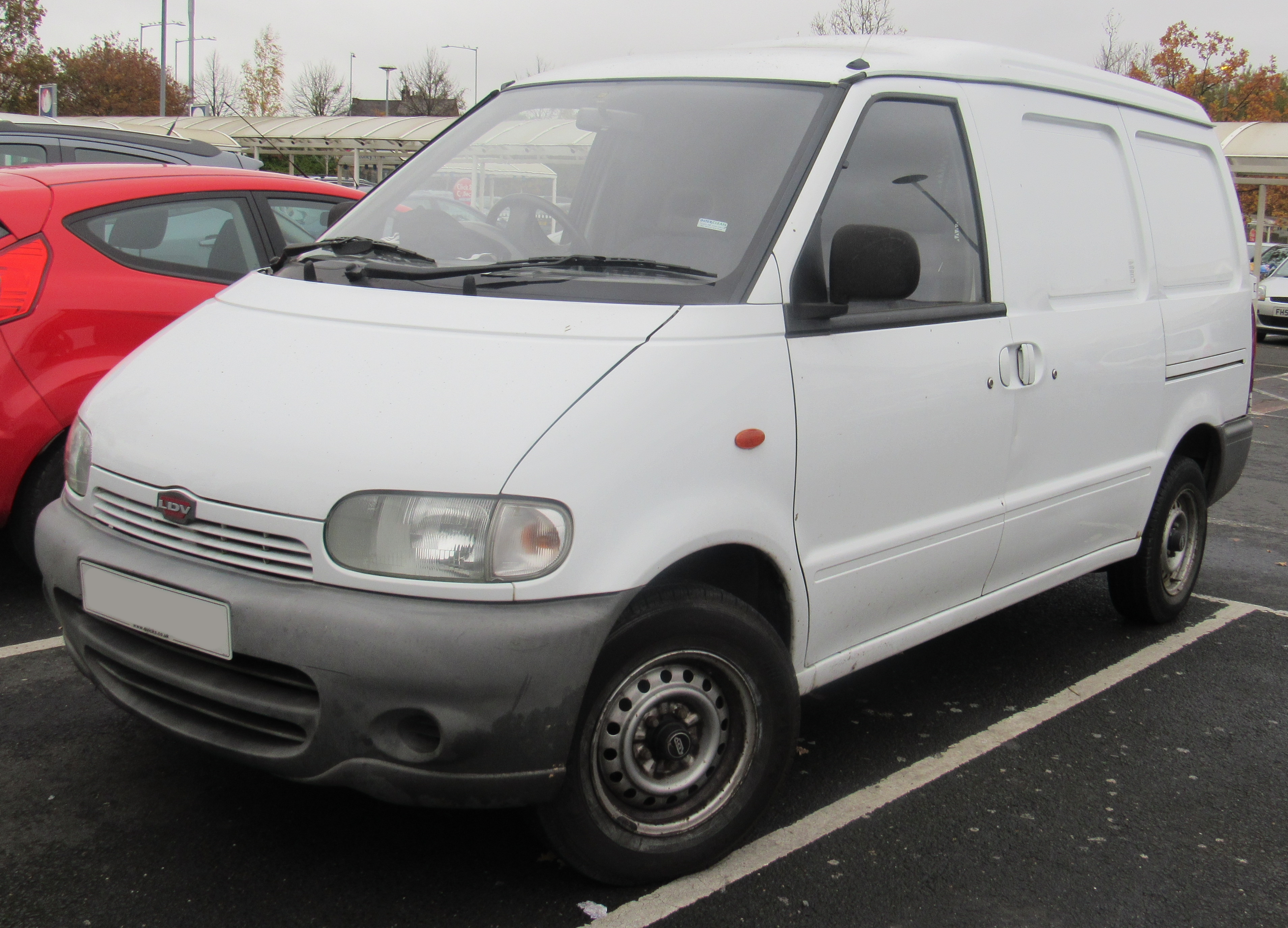
LDV Cub

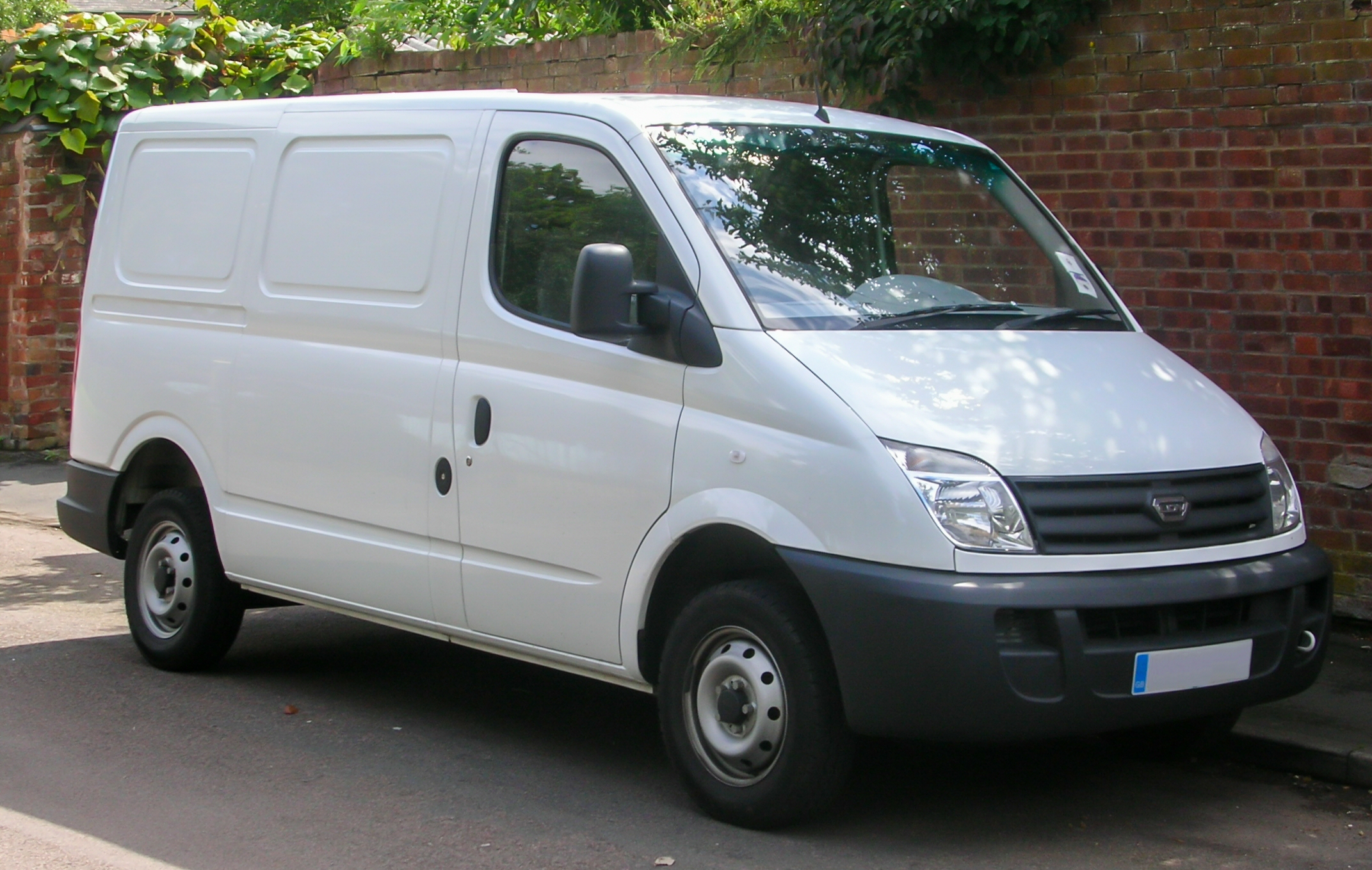
LDV Maxus

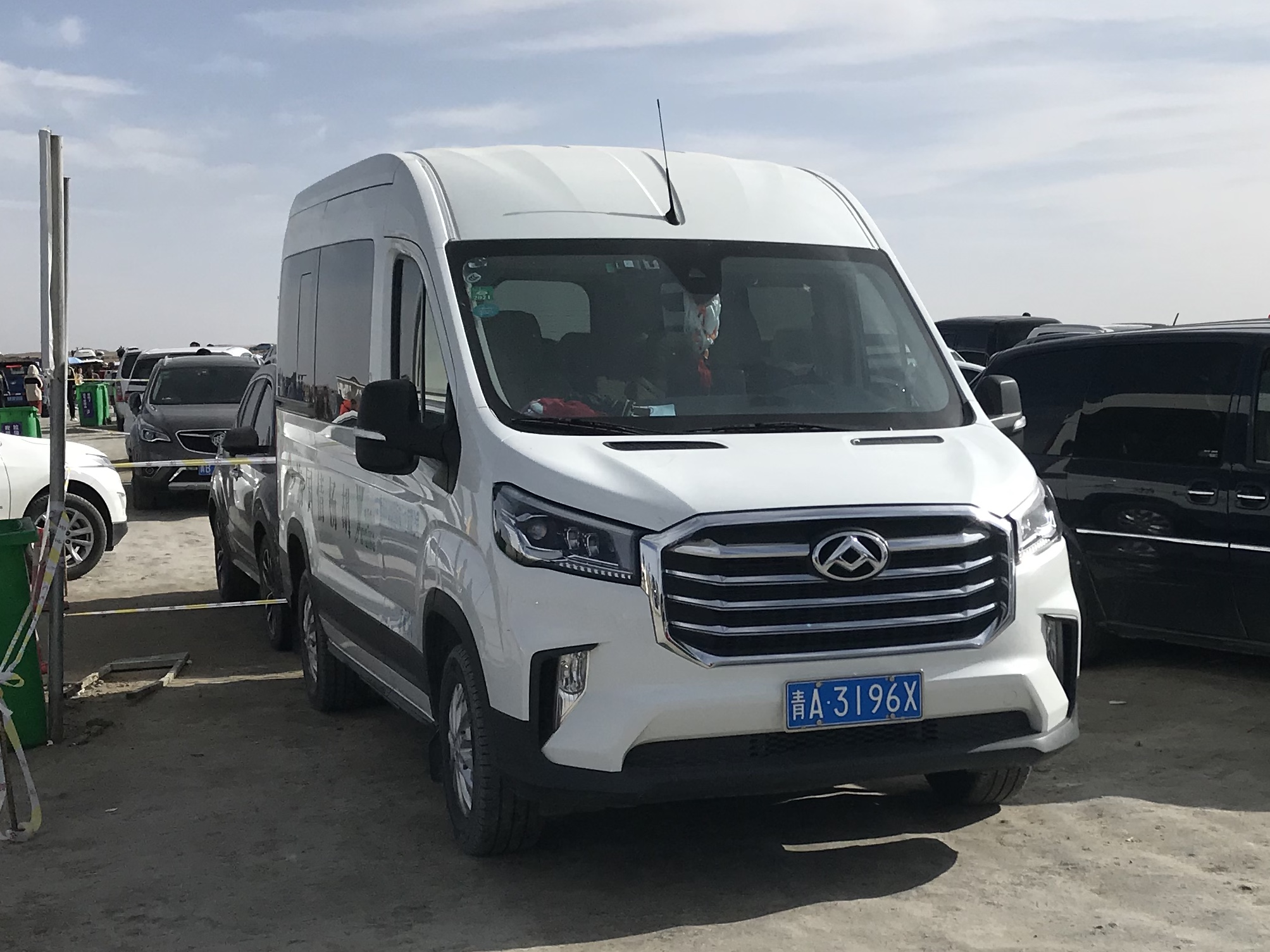
SAIC Maxus V90

LDV (LeylandDAFVan), officieel LDV Group Limited, was een Britse bestelautofabrikant uit Birmingham die in 1993 is opgericht. LDV maakte bestelwagens, pick-ups, en minibussen. In 2009 ging het failliet en de boedel werd opgekocht door de Chinese autoproducent SAIC.

## Geschiedenis
De Rover Group richtte in 1987 gezamenlijk met DAF Leyland DAF op en bracht Leyland Trucks en Freight Rover onder in het bedrijf. In 1993 ging Leyland DAF failliet, een investeerdersgroep nam Leyland DAF over en richtte LDV Limited op. 
Op 1 augustus 2006 kwam LDV voor 100% in handen van de Russische vrachtautofabrikant Groep GAZ. De investeringsmaatschappij Sun, die vorig jaar LDV kocht na financiële moeilijkheden, is de verkoper. Gaz wil de fabricage van LDV’s in Birmingham handhaven, maar is van plan de LDV Maxus ook te maken in de Gaz-fabriek in Nizhny Novgorod. GAZ wilde met de overname zijn marktpositie in Europa verstevigen. 
Vanwege de wereldwijde recessie liep in 2008 de afzet van LDV terug en GAZ wilde geen financiële middelen meer ter beschikking stellen. Daarop werd de productie in de fabriek in Birmingham in december 2008 gestaakt. In juni 2009 werd het faillissement van LDV uitgesproken.
Korte tijd later nam het Chinese bedrijf SAIC de failliete boedel over. In maart 2011 werd bekend dat zij bestelauto’s gaan verkopen onder de merknaam Maxus Da Tong, die zijn gebaseerd op de LDV Maxus. De belangen zijn ondergebracht in SAIC Maxus, een dochteronderneming van SAIC. In 2016 werden 46.123 voertuigen van het type verkocht, waarvan 7008 buiten de Volksrepubliek China.

## Modellen
- Convoy (1993-2006)
- Pilot (1993-2006)
- Cub (1996-2001)
- Maxus (2004-2008)

## Verkoopcijfers
De verkoopcijfers van de Maxus onder SAIC.